# Askar Askarov
Askar Sajpulaevič Askarov (in russo Аскар Сайпулаевич Аскаров?; Chasavjurt, 9 ottobre 1992) è un lottatore russo di arti marziali miste.
Combatte nella categoria dei pesi mosca per la promozione statunitense UFC.

## Biografia
Askarov è nato sordo, e sebbene il suo udito sia migliorato, può sentire solo circa il 20% dei suoni che la maggior parte delle persone può sentire, il che significa che non può ascoltare le istruzioni della sua squadra durante un combattimento. Askarov ha rappresentato la Russia come parte della squadra nazionale di wrestling sordi, ai Deaflympics a Samsun in Turchia nel 2017, dove ha vinto una medaglia d'oro.

## Carriera nelle arti marziali miste

### Inizi in Russia
Askarov ha fatto il suo debutto da professionista nelle MMA in Russia nel luglio 2013.
Nel 2016, è diventato il primo campione dei pesi medi ACB quando ha battuto José Maria Tomé presentandosi al quinto round. Ha difeso la cintura due volte contro Anthony Leone e Rasul Albaskhanov prima di lasciare l'organizzazione.

### Ultimate Fighting Championship
Askarov ha fatto il suo debutto UFC contro Brandon Moreno sulla main card di UFC Fight Night: Rodríguez vs. Stephens. Sebbene Moreno stesse gareggiando di fronte ai suoi tifosi in Messico, dopo tre round, l’incontro si conclude con un pareggio.
Per il suo secondo combattimento nell'Ottagono, Askarov è stato ha affrontato l'ex sfidante del titolo dei pesi mosca UFC Tim Elliott il 18 gennaio 2020 a UFC 246. Askarov ha vinto l'incontro per decisione unanime.
Nel suo terzo combattimento per la promozione, Askarov ha affrontato Alexandre Pantoja a UFC Fight Night 172 il 19 luglio 2020. Ha vinto il combattimento per decisione unanime.

## Risultati nelle arti marziali miste
| Risultato | Record | Avversario          | Metodo                           | Evento                                                               | Data              | Round | Tempo | Città                                     | Note                                                |
| --------- | ------ | ------------------- | -------------------------------- | -------------------------------------------------------------------- | ----------------- | ----- | ----- | ----------------------------------------- | --------------------------------------------------- |
| Vittoria  | 13–0–1 | Joseph Benavidez    | Decisione (unanime)              | UFC 259                                                              | 6 marzo 2021      | 3     | 5:00  | Las Vegas, Stati Uniti                    | Catchweight (127 libbre); Askarov manca il peso     |
| Vittoria  | 12-0-1 | Alexandre Pantoja   | Decisione (Unanime)              | UFC Fight Night: Figueiredo vs. Benavidez 2                          | 19 luglio 2020    | 3     | 5:00  | Isola Yas, Abu Dhabi, Emirati Arabi Uniti |                                                     |
| Vittoria  | 11-0-1 | Tim Elliott         | Decisione (unanime)              | UFC 246: McGregor vs. Cerrone                                        | 18 gennaio 2020   | 3     | 5:00  | Las Vegas, Stati Uniti                    |                                                     |
| Parità    | 10-0-1 | Brandon Moreno      | Pareggio (non unanime)           | UFC Fight Night: Rodriguez vs. Stephens                              | 21 settembre 2019 | 3     | 5:00  | Città del Messico, Messico                | Debutto in UFC                                      |
| Vittoria  | 10–0   | Rasul Albaskhanov   | Sottomissione (Guillotine Choke) | ACB 86                                                               | 5 maggio 2018     | 2     | 1:59  | Mosca, Russia                             | Difende il titolo ACB pesi mosca.                   |
| Vittoria  | 9–0    | Anthony Leone       | Sottomissione (Twister)          | ACB 58                                                               | 22 aprile 2017    | 3     | 2:41  | Chasavjurt, Russia                        | Difende il titolo ACB pesi mosca.                   |
| Vittoria  | 8–0    | José Maria Tomé     | Sottomissione (Anaconda Choke)   | ACB 48                                                               | 22 ottobre 2016   | 5     | 1:57  | Mosca, Russia                             | Vince il titolo ACB pesi mosca, Fight of the Night. |
| Vittoria  | 7–0    | Ruslan Abiltarov    | Sottomissione (Rear-Naked Choke) | ACB 38                                                               | 20 maggio 2016    | 2     | 1:37  | Rostov sul Don, Russia                    | Submission of the Night.                            |
| Vittoria  | 6–0    | Marcin Lasota       | TKO (pugni)                      | ACB 29                                                               | 6 febbraio 2016   | 2     | 3:35  | Varsavia, Polonia                         |                                                     |
| Vittoria  | 5–0    | Kirill Medvedovskij | Sottomissione (Rear-Naked Choke) | ACB 22                                                               | 12 settembre 2015 | 3     | 3:56  | San Pietroburgo, Russia                   |                                                     |
| Vittoria  | 4–0    | Vjačeslav Gagiev    | TKO (Pugni)                      | ACB 17                                                               | 2 maggio 2015     | 2     | 1:56  | Groznyj, Russia                           |                                                     |
| Vittoria  | 3–0    | Elvin Abbasov       | Sottomissione (Armbar)           | GEFC: Lights of Baku 2                                               | 15 febbraio 2014  | 2     | 3:45  | Baku, Azerbaigian                         |                                                     |
| Vittoria  | 2–0    | Kvanžakov Kantemir  | TKO (Pugni)                      | Sparta Martial Arts Club: Team Sosnovy Bor vs. Team Leningrad Oblast | 8 dicembre 2013   | 1     | 2:14  | San Pietroburgo, Russia                   |                                                     |
| Vittoria  | 1–0    | Šamil Amirov        | Sottomissione (Rear-Naked Choke) | Liga Kavkaz: Grand Umakhan Battle                                    | 7 luglio 2013     | 2     | 2:05  | Chunzach, Russia                          |                                                     |

## Palmarès
| Anno | Manifestazione | Sede   | Evento    | Risultato | Note                 |
| ---- | -------------- | ------ | --------- | --------- | -------------------- |
| 2017 | Deaflympics    | Samsun | Wrestling | Oro       | Pesi leggeri (61 kg) |

| Anno | Manifestazione                 | Sede     | Evento    | Risultato | Note                 |
| ---- | ------------------------------ | -------- | --------- | --------- | -------------------- |
| 2018 | Campionati mondiali silenziosi | Vladimir | Wrestling | Bronzo    | Pesi leggeri (61 kg) |